# Dionysos

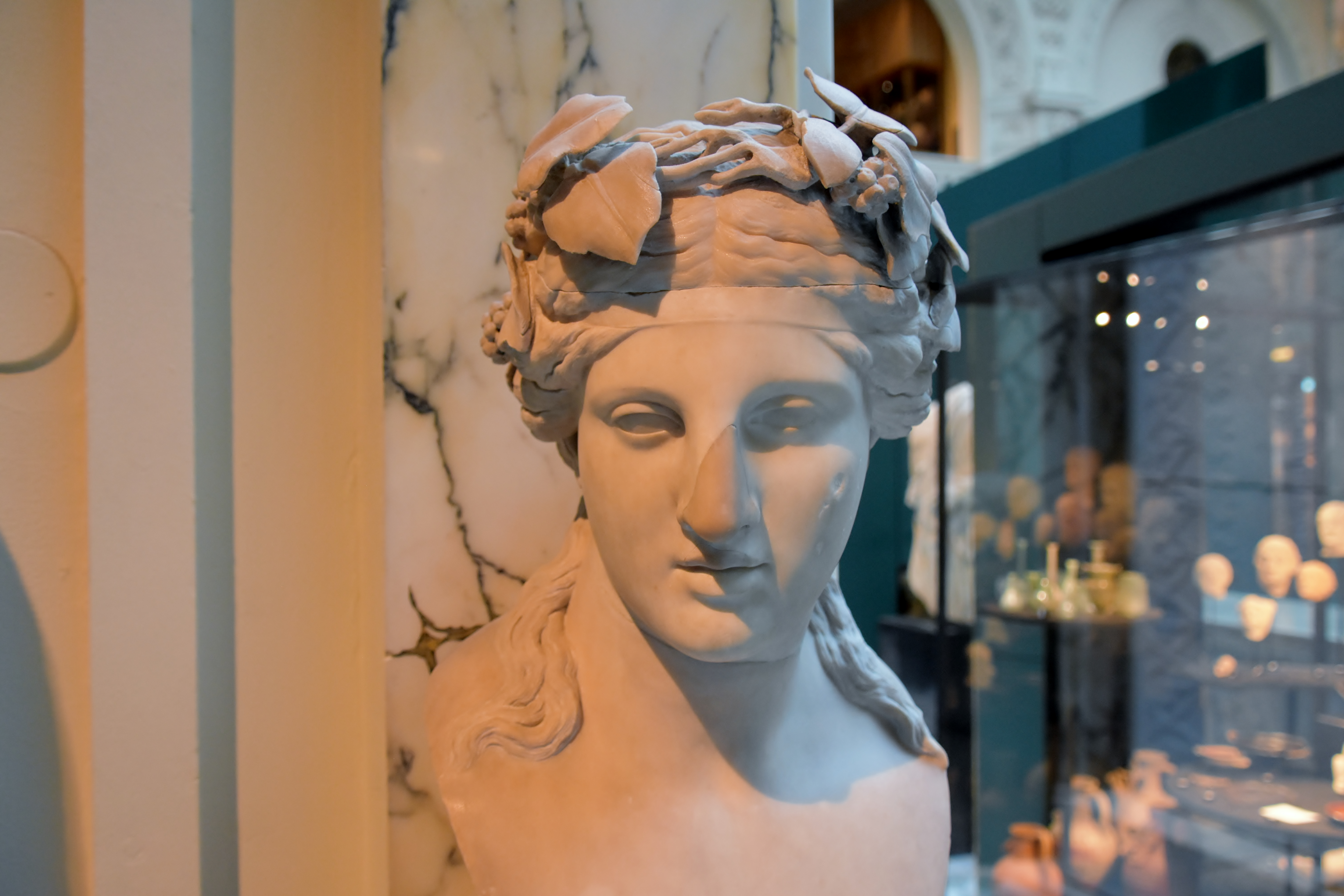
Romersk byst av Dionysus från 200-talet på Medelhavsmuseet i Stockholm.

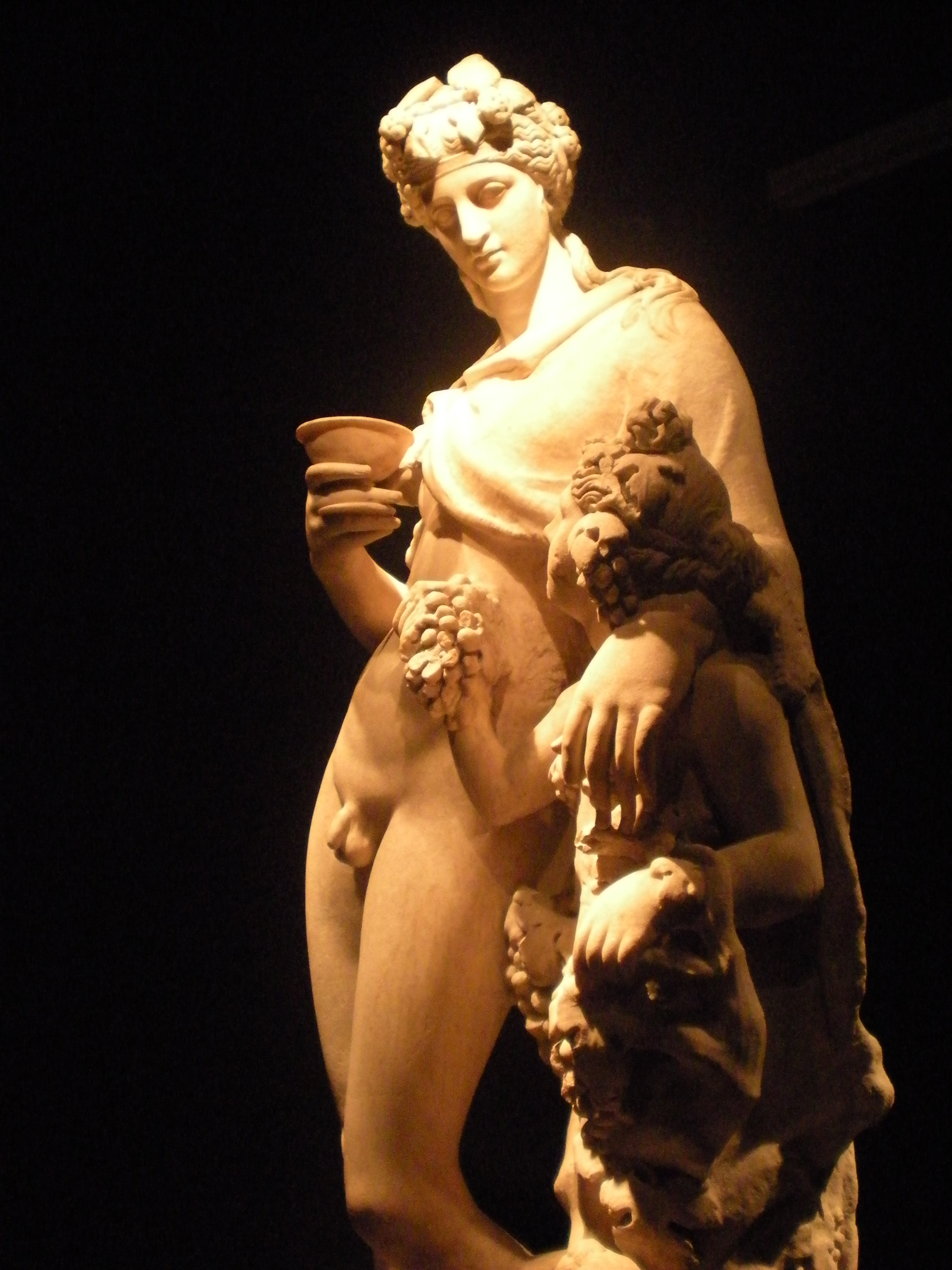
Dionysos, berusad med en satyr.

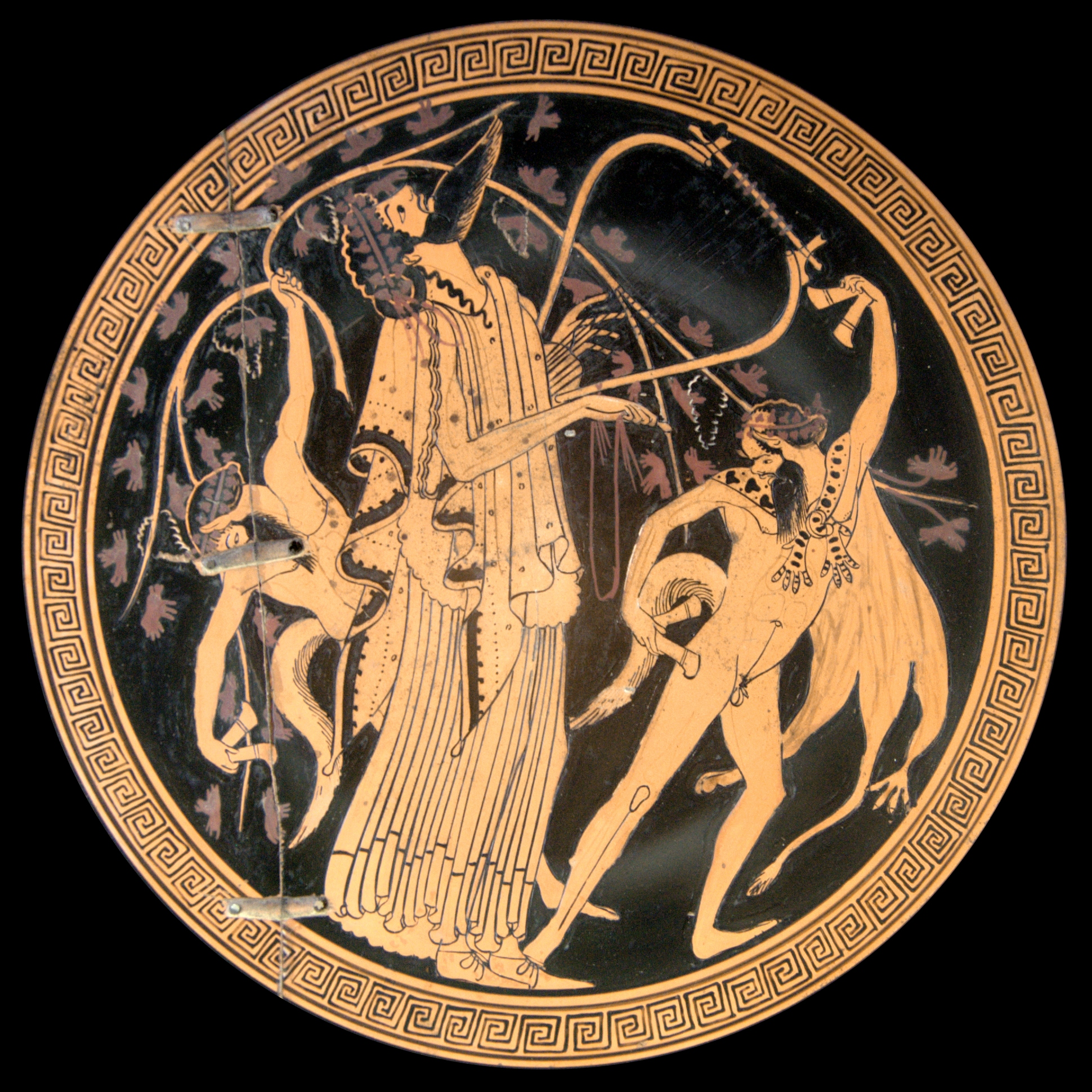
Dionysos med satyrer.

Dionysos (latin: Dionȳsus, klassisk grekiska: Δῐόνῡσος, Diónūsos, modern grekiska: Διόνυσος, Diónysos), även kallad Bákkhos (latin: Bácchus, klassisk grekiska: Βᾰ́κχος, Bákkhos, modern grekiska: Βάκχος, Vákchos), är enligt grekisk mytologi en av olympierna, de främsta av gudarna.
Guden är från början en fruktbarhetsgud, precis som Demeter och likt Demeter får han begränsat med utrymme av Homeros i Iliaden och Odyssén. Senare förknippas han mer som vinets gud och dramats beskyddare. Likt Demeter överlämnar han en gåva till människan: vinstocken.
Dionysos var gift med Ariadne, prinsessan som hjälpte hjälten Theseus att döda Minotauros.

## Bakgrund
Dionysos föddes genom en förening mellan människan Semele och olympernas härskare Zeus. Gudens gemål Hera var dock en svartsjuk kvinna och enligt en version av myten om Dionysos uppenbarade sig Hera för Semele i form av en gammal tant och övertalade henne att hon skulle be Zeus visa sig i sin rätta skepnad för henne. Zeus efterkom Semeles önskan, men detta blev hennes död, då hon genast förkolnades i den mäktiga gudens närvaro.

## Dionysoskulten

### Dionysos anländande
Dionysos är vad vissa forskare kallar en "anländande gud". Euripides placerar i sin pjäs Backanterna gudens ankomst, eller rättare sagt återvändande, i Thebe. Dionysos har färdats genom Lydien, Frygien, Persien, Baktria, Medien, Arabien och Asiens kust och anländer med ett följe av menader. Dionysos försätter Thebes kvinnor i extas, men kungen motsätter sig detta eftersom det är tvärt emot hur ”ärbara” kvinnor ska bete sig. Men något som är återkommande i grekisk mytologi är att det ej är en god idé för en dödlig att motsätta sig en gud. Kungen blir söndersliten av de extatiska kvinnorna som finner honom spionerande på dem under deras rit. Thebe och Boiotien är inte bara gudens ”landningsplats”, utan också centrum för Dionysoskultens utbredning över Grekland.

### Festivaler och riter
Festivaler till gudens ära firades i stora delar av Grekland. Under Agrioniafestivalen i Thebe, ärades Dionysos. I Ikaria, där Dionysos ska ha överlämnat vinstocken till människan Ikarios, firade man en festival till gudens ära. Ikarios öde blev ironiskt nog att bli ihjälslagen av dem som druckit av den nyuppfunna drycken. I Aten firade man Anthesterierna, där man drack vin från det förra årets och det nya årets skörd. Festen firades vid vårens slut, och fruktbarhetens gud Dionysos blev under festivalen vårens gud. Den kult som fanns i Aten var till skillnad från många andra kulter tillägnade Dionysos ej extatisk. Dionysoskulten var mycket spridd i Grekland, men det finns dock inte många tempel till hans ära. Den största av de bevarade Dionysoshelgedomarna finns i Aten. Förklaringen ligger förmodligen i Dionysos roll som dramats beskyddare. 

### Dionysoskultens spridning
I och med Alexander den stores (356 f.Kr.–323 f.Kr.) erövringar i Asien och Egypten så spreds vinguden i både konst och litteratur. Den store erövraren ville själv avbildas som just Dionysos. I Egypten assimilerades under denna tid Dionysos med Osiris. Under senare tidsepoker, exempelvis romersk tid, avbildas Dionysos ofta som en äldre man i skägg. En annan stor härförare som ville bli avbildad som Dionysos var Kleopatras älskare och Augustus stora rival Marcus Antonius. Dionysos är huvudperson i den grekiske författaren Nonnos' epos Dionysiaka. Verket skrevs i slutet av 300-talet eller början av 400-talet e.Kr. och är det längsta bevarade eposet från hela antiken.
Dionysos introducerades i romersk mytologi under namned Bacchus ca 200 f.Kr. och blev en av de mest populära kultfigurerna. Dionysos är ett bra exempel på hur gudar genom historien förändras, assimileras och uppstår i nya former. Själv är han en mytisk legend som utvecklats under mycket lång tid. Man kan spåra vissa tydliga inslag så långt tillbaka som till de indiska Veda-religionerna och guden Soma och vidare till den kretensiska guden Zagreus, den frygiska Sabazius och fram till den lydiske guden Bassaeus (Romerska Baccus).

## Dionysos i konsten
Gudens klassiska attribut, de kännetecken som gör att vi kan särskilja honom i konsten, är vinrankan, en typ av tallbeprydd stav, thyrsos, och ett dryckeskärl, ofta ett kantharos. Han avbildas ofta tillsammans med vilda djur, så som en leopard. Ofta förekommer också Dionysos följeslagare menaderna och satyrerna. Den extas Dionysos sprider omkring sig och uppmuntrar till symboliseras i konsten av dessa grupper av följeslagare. Ibland avbildas Dionysos som Dionysosbarnet, som överlämnas i nymfernas vård för att hans far, Zeus, inte vill att Hera skall skada barnet. Dionysos var ett mycket populärt motiv under antiken, inte bara för att Dionysos representerar vinet och ”det goda livet”, utan för att hans många följeslagare gjorde sig bra i olika konstnärliga kompositioner. Dionysos var inte endast ett mycket populärt motiv under antiken, utan även under renässansen och senare tidsepoker.

## Bildgalleri

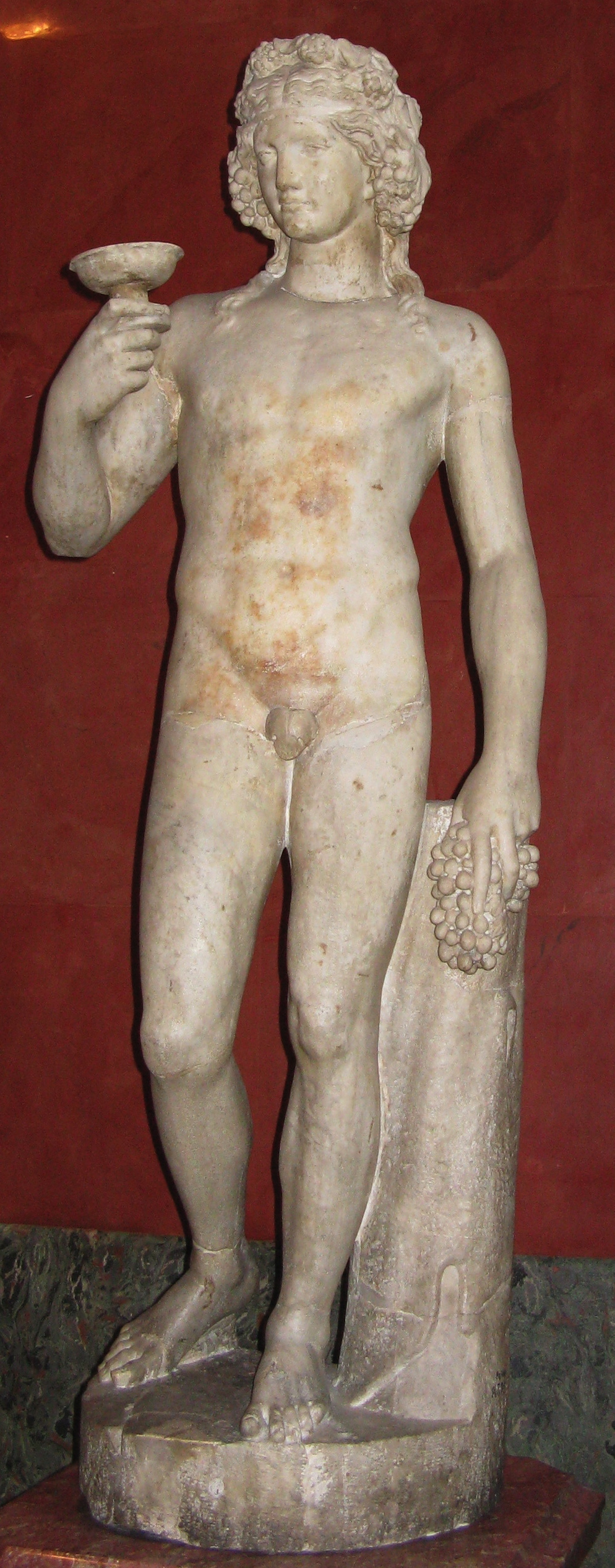
Staty av Dionysos, romersk kopia av grekiskt original.
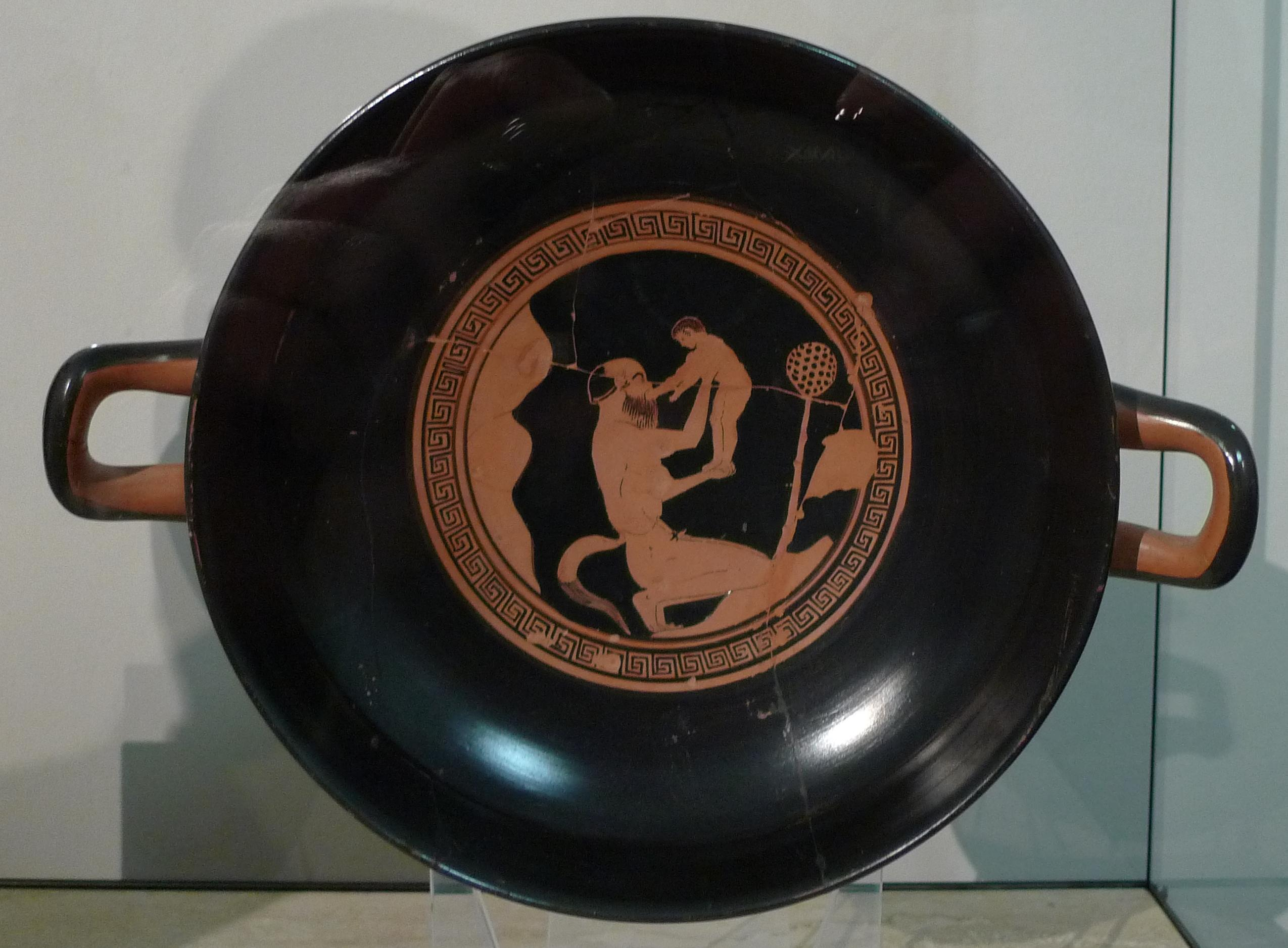
Rödfigurig keramik föreställande satyr och Dionysosbarnet.
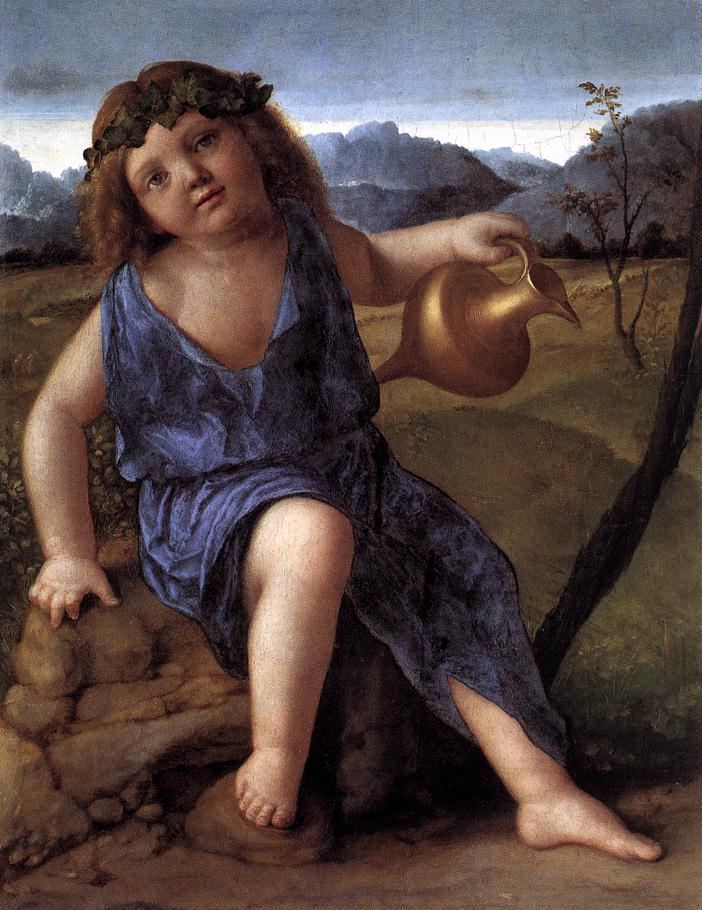
Renässansmålning föreställande Dionysosbarnet.
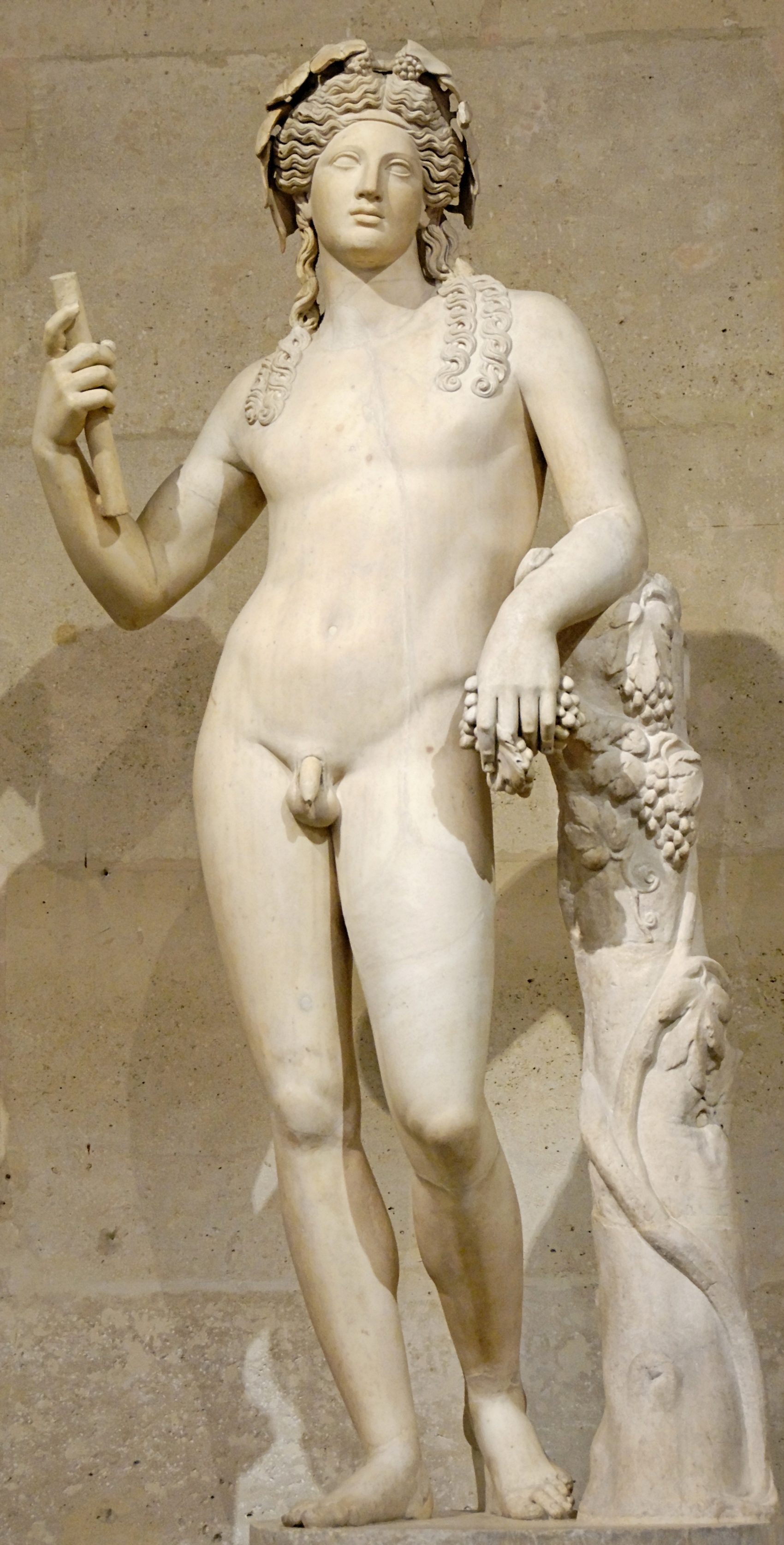
Dionysos.
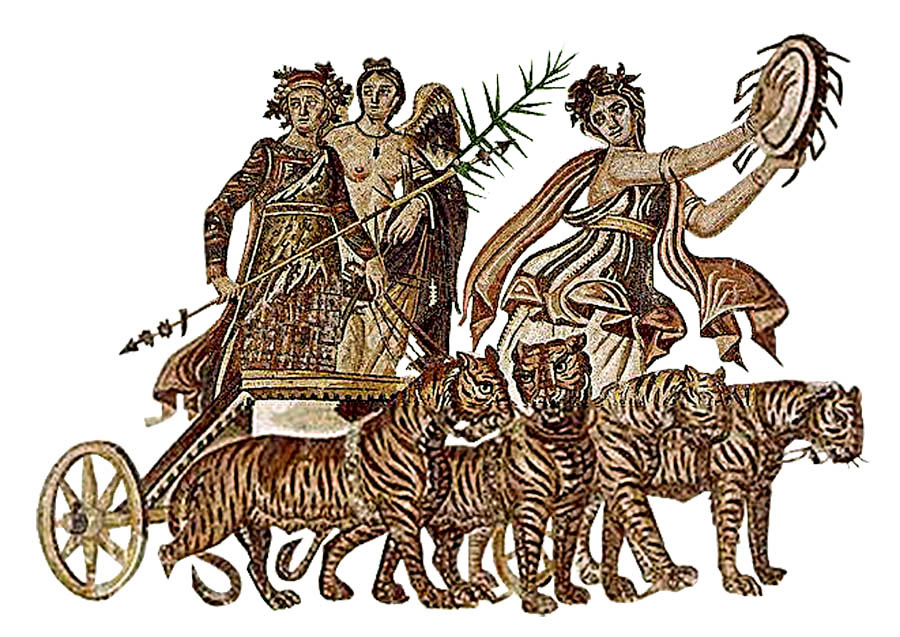
Mosaik föreställande Dionysos återkomst.